# Svetozar Miletić (Sombor)
Pour les articles homonymes, voir Svetozar Miletić.
Svetozar Miletić (en serbe cyrillique : Светозар Милетић ; en croate : Lemeš ; en hongrois : Nemesmillitics ; en allemand : Berauersheim) est une localité de Serbie située dans la province autonome de Voïvodine et sur le territoire de la ville de Sombor, district de Bačka occidentale. Au recensement de 2011, elle comptait 2 738 habitants.
Svetozar Miletić est officiellement classé parmi les villages de Serbie.

## Nom
Avant 1925, en serbe, le village était appelé Lemeš, d'après le mot hongrois nemes, le « noble ». (a noble was used for the village. En 1925, il a été nommé Svetozar Miletić, en l'honneur de Svetozar Miletić, un des chefs politiques des Serbes de Voïvodine dans la deuxième moitié du XIXe siècle.

## Démographie

### Évolution historique de la population
| 1948  | 1953  | 1961  | 1971  | 1981  | 1991  | 2002  | 2011  |
| ----- | ----- | ----- | ----- | ----- | ----- | ----- | ----- |
| 4 105 | 4 036 | 3 990 | 3 860 | 3 685 | 3 292 | 3 169 | 2 738 |

|  |